# Neorhacodes longicauda
Neorhacodes longicauda är en stekelart som beskrevs av Joseph Augustine Cushman 1940. Neorhacodes longicauda ingår i släktet Neorhacodes och familjen brokparasitsteklar. Inga underarter finns listade i Catalogue of Life.